# 약호기성 미생물

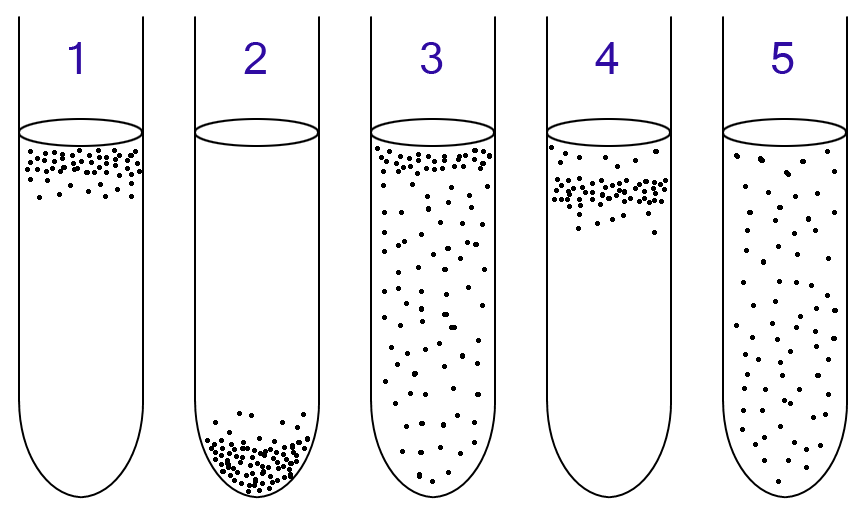
Anaerobic bacteria can be identified by growing them in test tubes of thioglycollate broth:
1: Obligate aerobes need oxygen because they cannot ferment or respire anaerobically. They gather at the top of the tube where the oxygen concentration is highest.
2: Obligate anaerobes are poisoned by oxygen, so they gather at the bottom of the tube where the oxygen concentration is lowest.
3: Facultative anaerobes can grow with or without oxygen because they can metabolise energy aerobically or anaerobically. They gather mostly at the top because aerobic respiration generates more ATP than either fermentation or anaerobic respiration.
4: Microaerophiles need oxygen because they cannot ferment or respire anaerobically. However, they are poisoned by high concentrations of oxygen. They gather in the upper part of the test tube but not the very top.
5: Aerotolerant organisms do not require oxygen as they metabolise energy anaerobically. Unlike obligate anaerobes however, they are not poisoned by oxygen. They can be found evenly spread throughout the test tube.

약호기성 미생물(microaerophile)은 대사 작용에 산소가 필요한 미생물이다. 이 미생물은 산소 호흡만 가능하지 발효나 무산소 호흡(anaerobic respiration)을 할 수 없기 때문이다. 산소 농도가 높은 배양 튜브 위쪽에서 잘 자라지만 산소의 독성을 없애는 효소가 없어서 배양 튜브의 맨 꼭대기에는 살 수 없다.

## 같이 보기
- 절대호기성 미생물(obligate aerobe)
- 절대혐기성 미생물(obligate anaerobe)
- 조건혐기성 미생물(facultative anaerobe)
- 산소내성 혐기성 미생물(aerotolerant anaerobe)